# St. Anna (Gabelbach)

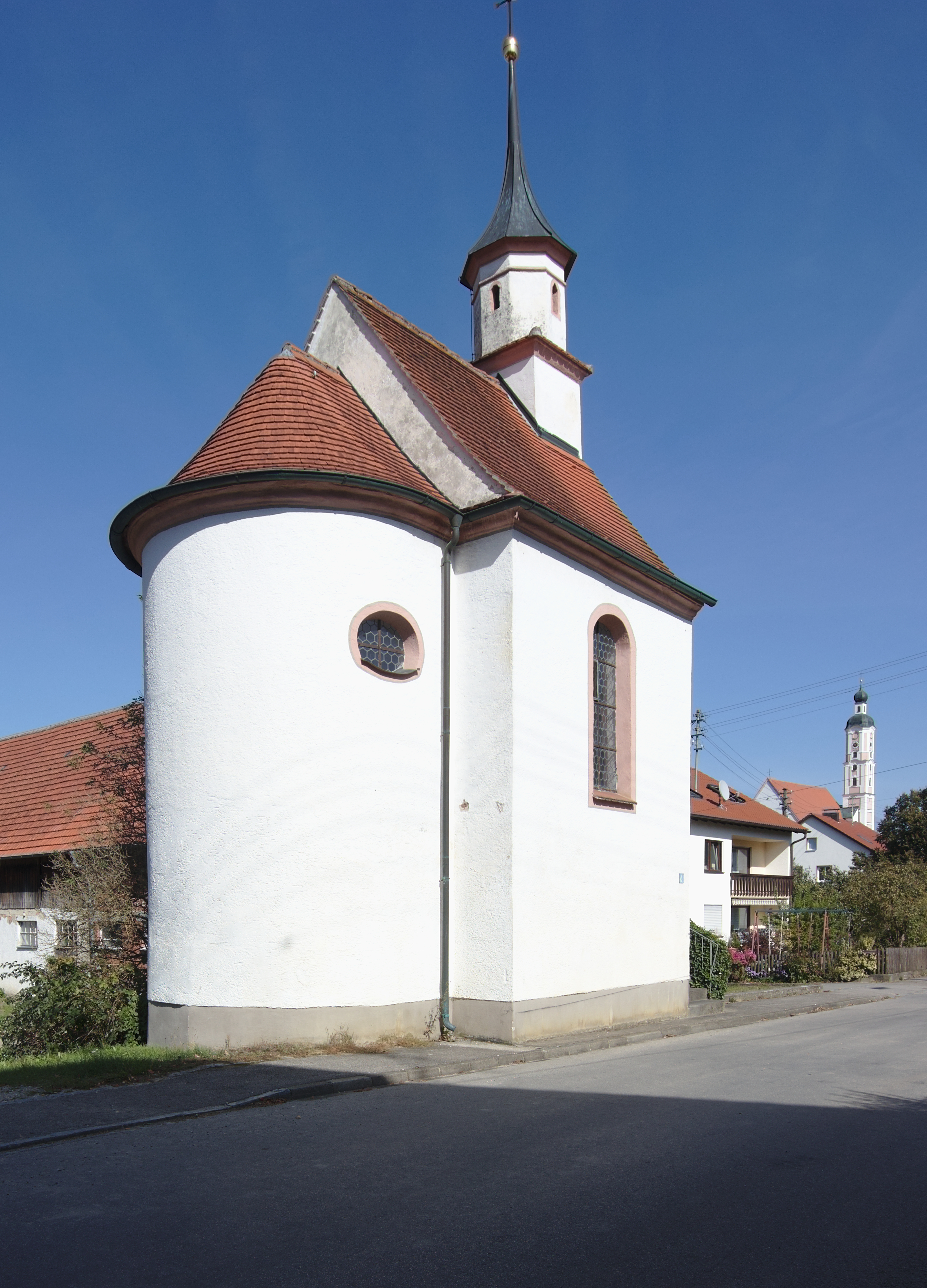
St. Anna in Gabelbach

Die römisch-katholische Kapelle St. Anna steht in Gabelbach, einem Gemeindeteil von Zusmarshausen im schwäbischen Landkreis Augsburg von Bayern. Das Bauwerk ist  in der Liste der Baudenkmäler in Zusmarshausen als Baudenkmal unter der Nr. D-7-72-223-36 eingetragen.

## Beschreibung
Die 1745 errichtete Kapelle besteht aus einem Langhaus und einem eingezogenen, dreiviertelrund geschlossenen Chor im Westen. Aus dem Satteldach des Langhauses erhebt sich im Osten ein quadratischer Dachreiter, dessen oberes achteckiges Geschoss mit einem spitzen Helm bedeckt ist. 
Die Statuen der Margareta von Antiochia und der Barbara von Nikomedien im Innenraum sind um 1670 entstanden. Zur Kirchenausstattung gehört ein neobarocker Altar des späten 19. Jahrhunderts.